# Denticrytea medionogra
Denticrytea medionogra är en stekelart som beskrevs av Heinrich 1968. Denticrytea medionogra ingår i släktet Denticrytea och familjen brokparasitsteklar. Inga underarter finns listade i Catalogue of Life.